# Merel Sager
Merel S. Sager est un architecte américain né le 25 septembre 1899 à Tiffin et mort en juin 1982. Il est connu pour plusieurs bâtiments et structures réalisés pour le National Park Service, notamment dans le parc national de Crater Lake et le parc national de Sequoia. Il signe la Sinnott Memorial Observation Station, le Steel Visitor Center et la Watchman Lookout Station dans le premier ; la Giant Forest Ranger Residence et le Moro Rock Stairway dans le second.